# Ingeniørerne graver Skandser og udfører Sprængninger
Ingeniørerne graver Skandser og udfører Sprængninger er en dansk dokumentarisk optagelse fra 1907 foretaget af Peter Elfelt.

## Handling
Ingeniørsoldater træder an til arbejde og udfører sprængninger i landskabet.